# Pabianice
Pabianice es una ciudad en el centro de Polonia con 63.945 habitantes (2020).  Situada en el voivodato de Łódź, es la capital del condado de Pabianice. Se encuentra a unos 10 km al suroeste de Łódź y pertenece al área metropolitana de esa ciudad. Es la tercera ciudad más grande del voivodato de Łódź por población. La superficie de la ciudad es de 32,9 kilómetros cuadrados y es la décima más grande del voivodato de Łódź.
Según datos de 2009 Pabianice cubre 32,99 km2   con la siguiente división: tierras agrícolas: 53%, bosques: 9%. La ciudad cubre el 6,70% del condado de Pabianice.
Divisiones administrativas vecinas: gmina Dobroń, gmina Ksawerów, miasto Łódź, gmina Pabianice, gmina Rzgów.

## Transporte

Ruta S8 a Varsovia

Pabianice ha experimentado importantes cambios en sus infraestructuras en los últimos años, en medio de una mayor inversión y crecimiento económico. La ciudad tiene una infraestructura muy mejorada con nuevas carreteras. Pabianice cuenta ahora con un buen sistema de carreteras circulares. La circunvalación de Pabianice (carretera rápida S14) se inauguró en mayo de 2012. Sin embargo, partes de la S8 (parte de la ruta europea E67) están actualmente en construcción y se completarán en 2012.
Cerca de Pabianice hay un aeropuerto internacional: el Aeropuerto de Łódź-Władysław Reymont (IATA: LCJ, ICAO: EPLL) ubicado a solo 11 km del centro de la ciudad.
El transporte público en Pabianice incluye autobuses, tranvías, a partir de 2013 el tren de cercanías Łódzka Kolej Aglomeracyjna y el tren regional PKP Przewozy Regionalne. El ferrocarril regional y el tren ligero son operados por los Ferrocarriles Estatales Polacos (PKP). También hay algunas líneas de autobús de cercanías gestionadas por operadores privados. El servicio de autobuses cubre toda la ciudad. En la actualidad, la empresa Miejskie Przedsiębiorstwo Komunikacyjne (Compañía de Transporte Urbano) gestiona la línea número 41 que conecta Pabianice con la ciudad de Łódź.

## Historia

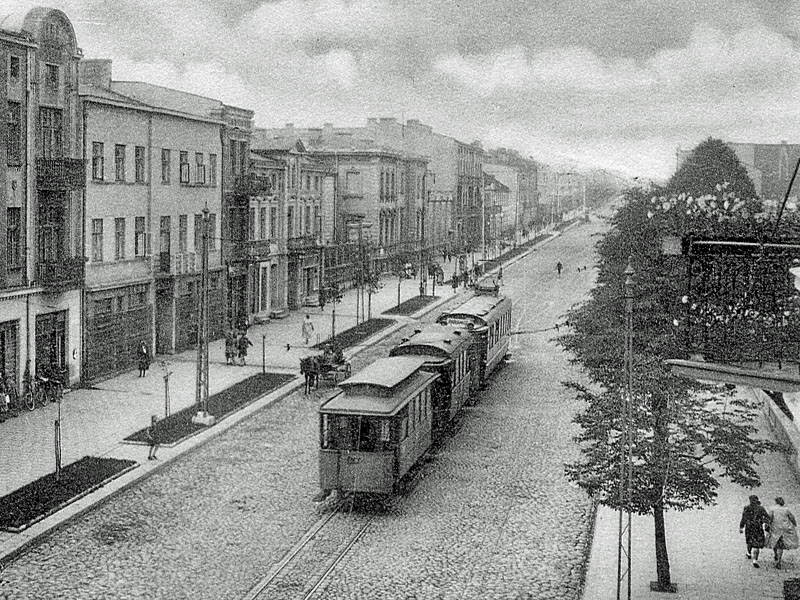
Pabianice en el período de entreguerras

Pabianice se fundó en el siglo X u XI y formó parte de la primera Polonia gobernada por los piastras. En 1297, Vladislao I de Polonia le concedió derechos de ciudad. Pabianice era una ciudad eclesiástica privada, situada administrativamente en la voivodía de Sieradz, en la provincia de la Gran Polonia de la Corona polaca. En 1555, el rey polaco Segismundo II Augusto Jagellón emitió un privilegio, que establecía los gremios artesanales en Pabianice.

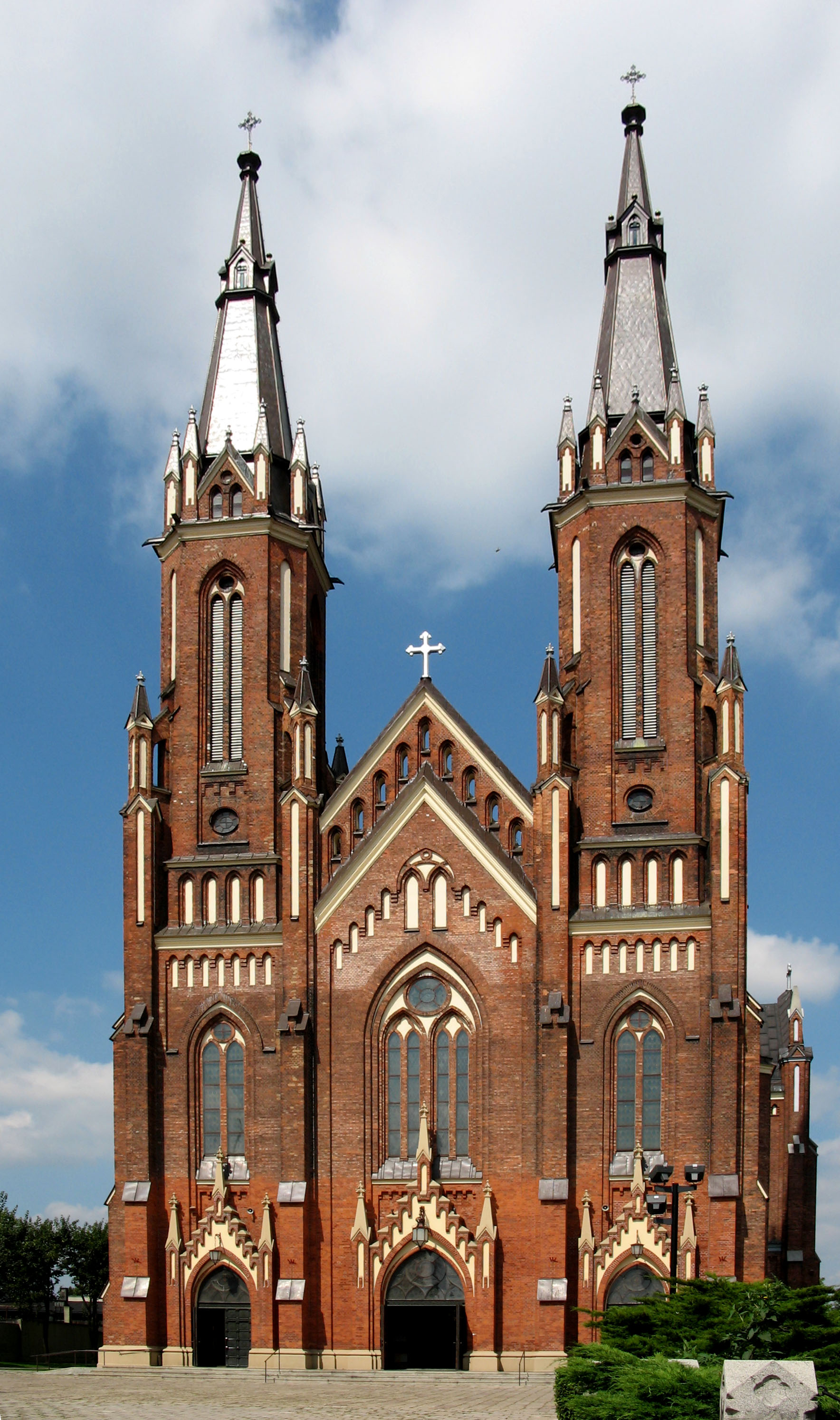
Iglesia de la Iglesia de Santa María, la iglesia más grande de la ciudad

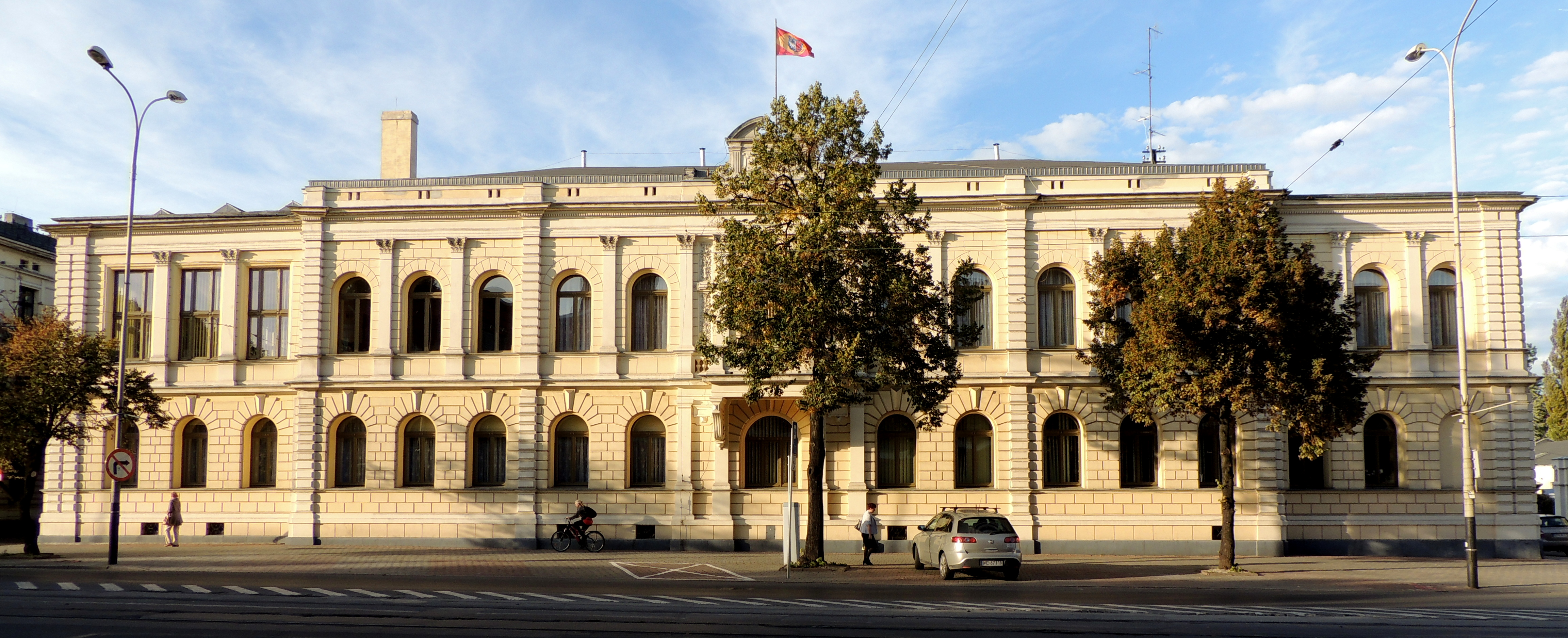
Palacio de Enders

Antes de la Segunda Guerra Mundial, Pabianice contaba con una importante población judía, que representaba aproximadamente una cuarta parte de todos los residentes de la ciudad. Los judíos vivían en la ciudad desde el año 1700. Tras la invasión conjunta de Polonia por parte de Alemania y la Unión Soviética, que dio comienzo a la Segunda Guerra Mundial en septiembre de 1939, la ciudad quedó bajo ocupación alemana. Como parte de la Intelligenzaktion, a finales de 1939, los alemanes llevaron a cabo detenciones masivas de la intelectualidad polaca local, que inicialmente fue encarcelada en un campo de tránsito local y en el cercano campo de concentración de Radogoszcz, y luego fue deportada a otros campos de concentración o, en su mayoría, asesinada en los bosques cercanos. Los profesores y activistas polacos locales fueron asesinados por los alemanes durante grandes masacres en el cercano bosque de Łagiewniki (dentro de los actuales límites de la ciudad de Łódź) en noviembre y diciembre de 1939. Los alemanes también expulsaron a unos 1.000 polacos de la ciudad en diciembre de 1939. Bajo la ocupación alemana, casi toda la población judía fue asesinada. Algunos fueron asesinados en la ciudad, varios miles fueron enviados al campo de exterminio de Chełmno, donde fueron inmediatamente gaseados, y otros fueron expulsados a Łódź y a campos de trabajo forzado en la zona. Sólo sobrevivieron unos 150 de los 9.000 judíos que se cree que vivían en Pabianice al comienzo de la guerra. La ocupación alemana terminó en 1945.

## Demografía
Recientemente, la población de Pabianice ha ido disminuyendo constantemente. Entre 2002 y 2016 cayó de 72.444 a 66.265 (una disminución de unas 400 personas cada año).

## Arquitectura
1. Iglesia de San Mateo Evangelista

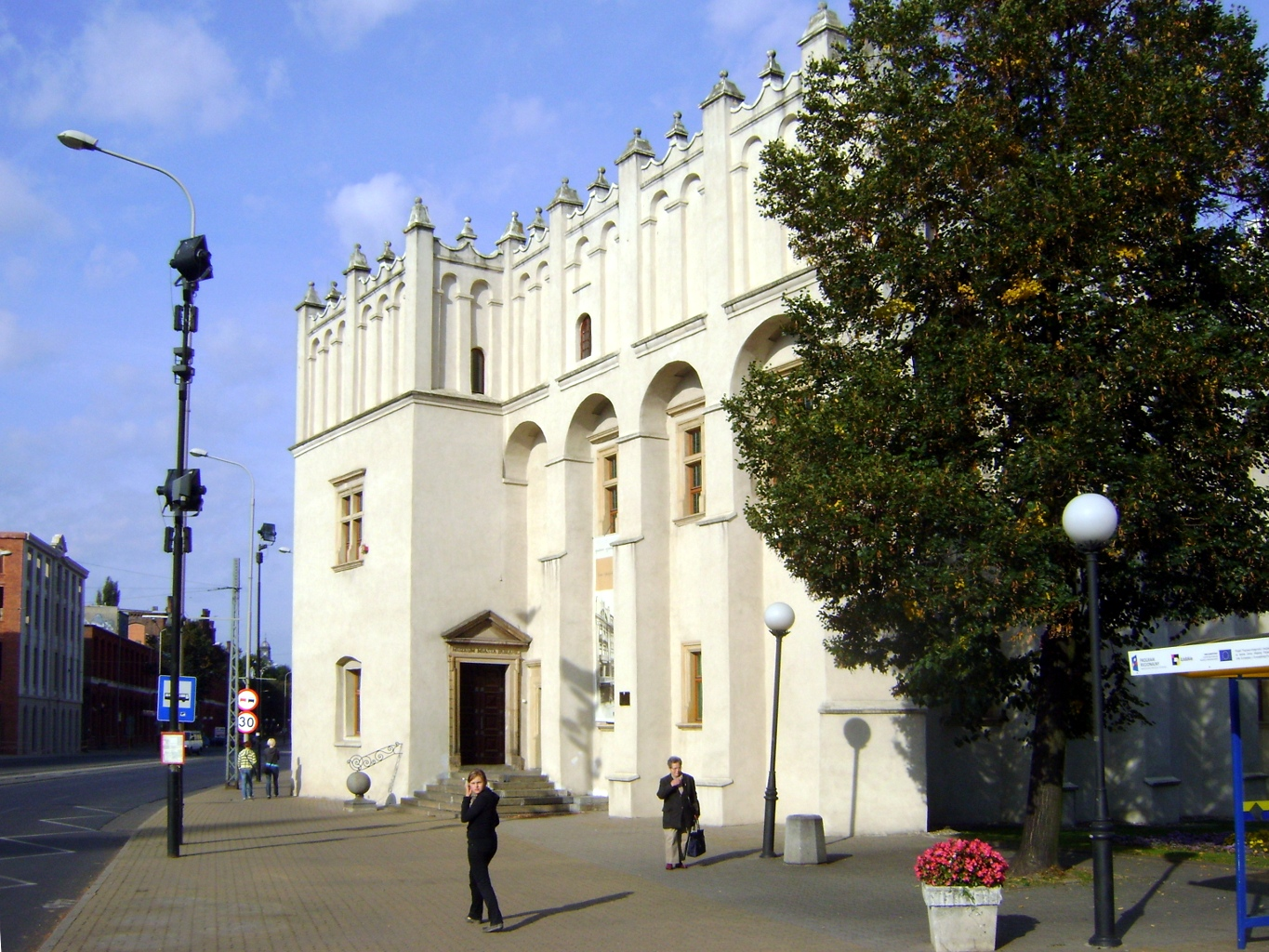
Casa señorial fortificada renacentista

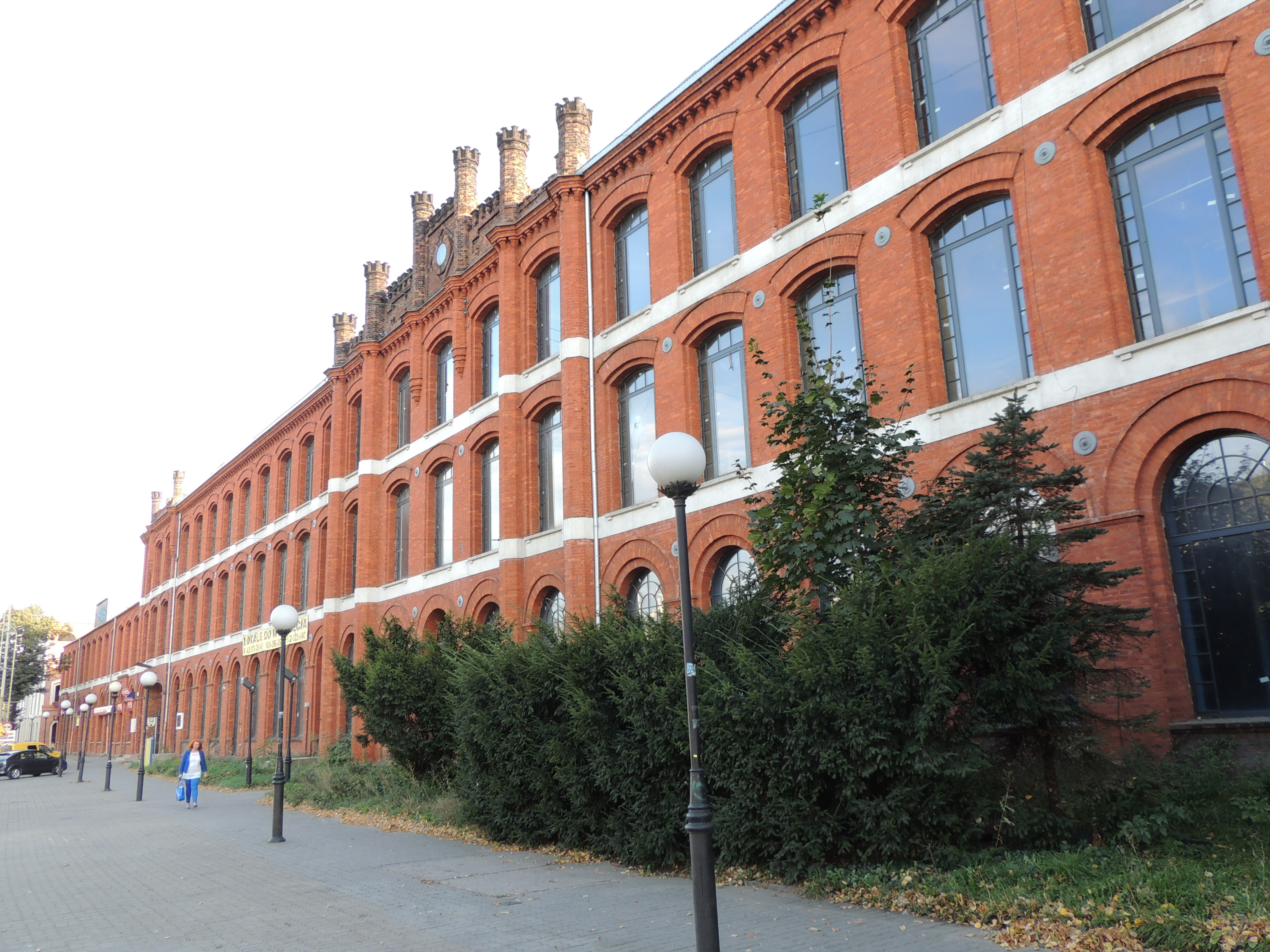
Antiguo y monumental molino neogótico de Krusche & Ender's.

2. Casa solariega fortificada renacentista del cabildo de Cracovia
3. Casas de tejedores (Domy tkaczy)
4. Edificios de la fábrica de algodón "Krusche-Ender"
5. Antiguas oficinas "Krusche-Ender" con escultura "prządki"
6. Antiguo palacio de la familia Enders
7. Iglesia Luterana de San Pedro y San Pablo
8. Iglesia neogótica de Santa María
9. Estación de ferrocarril
10. Capilla pentecostal del Renacimiento cerca de la calle Ludwik Waryński (ruinas)
11. Complejo Escolar de Educación Especial Maria Konopnicka
12. Escuelas privadas Pabianicki Harvard Heureka
13. cementerios cristianos
14. cementerio judío
15. Sinagoga (destruida)

## Barrios y subdivisiones administrativas
Centrum, Bugaj, Piaski, Stare Miasto, Karniszewice, Klimkowizna, Jutrzkowice, Wola Zaradzyńska Nowa, J. Salwy, Marii Konopnickiej, Jana Pawła II, Mikołaja Kopernika, Dąbrowa, Rypułtowice, Czyryczyn (antes Sereczyn), Karolew, Zatorze.

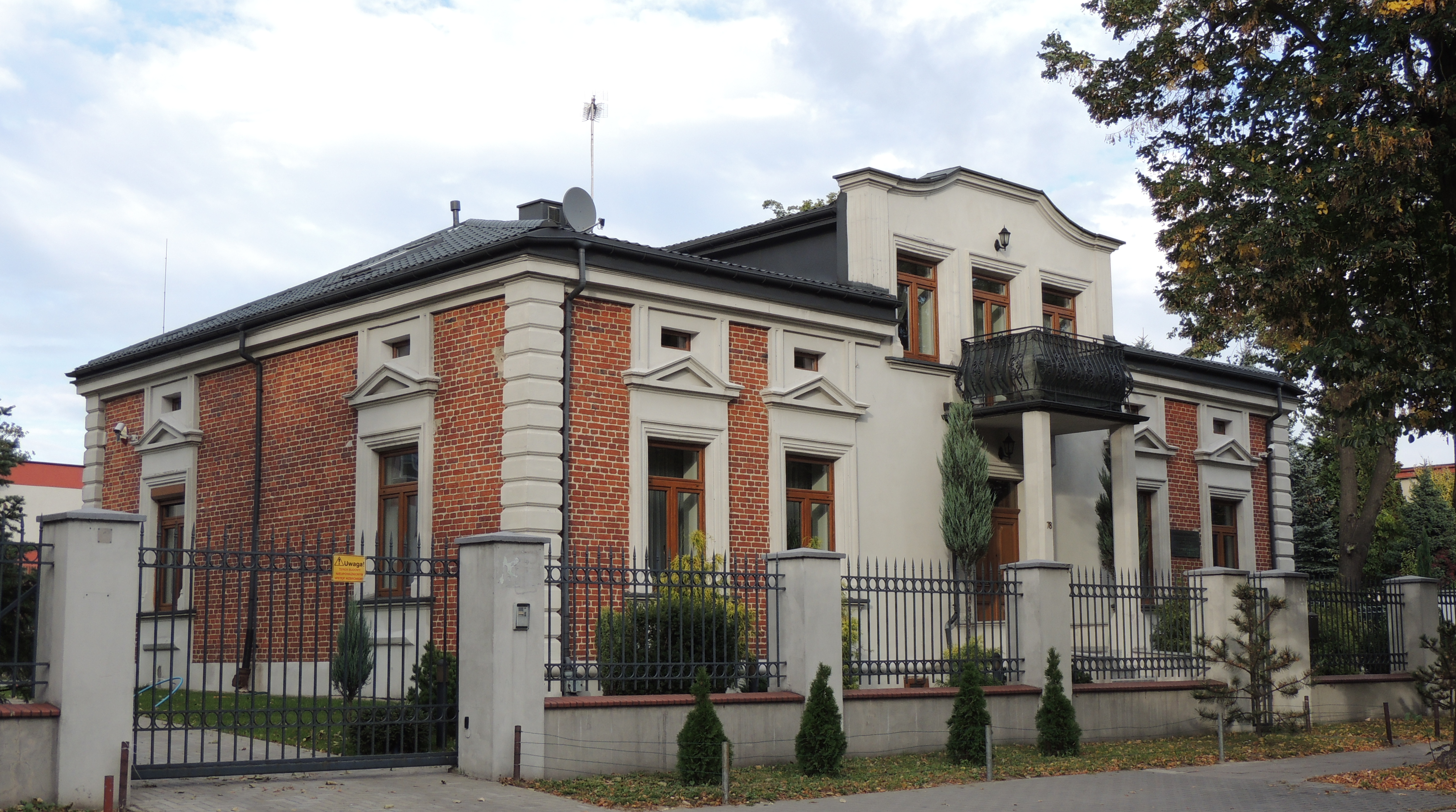
Antigua casa y taller del pintor Bolesław Nawrocki

- Menachem Mendel Alter (1877-1942), gran rabino de Pabianice, hijo del rabino Yehudah Aryeh Leib Alter y hermano del rabino Avraham Mordechai Alter, asesinado en Treblinka el 12 de agosto de 1942.
- Paweł Janas (nacido en 1953), futbolista y entrenador
- Mieczysław Klimek (1913-1995), profesor, ingeniero polaco, prisionero de los campos de concentración nazis durante la Segunda Guerra Mundial
- Marcin Komorowski (nacido en 1984), jugador de fútbol
- Krystyna Mikołajewska (nacida en 1939), actriz
- Bolesław Nawrocki (1877-1946), pintor polaco
- Józef Pluskowski (1896-1950), poeta
- Aleksandra Shelton (nacida en 1982), esgrimista de sable
- Stanisław Staszewski (1925-1973), arquitecto y poeta polaco, participante de la resistencia polaca durante la Segunda Guerra Mundial, prisionero del campo de concentración de Mauthausen
- Jadwiga Wajs (1912-1990), lanzador de disco

## Relaciones Internacionales

### Ciudades gemelas: ciudades hermanas
Pabianice está hermanada con:
- Rokiškis in Lithuania (desde 1998)
- Plauen in Germany (desde 2005)
- Kerepes in Hungary (desde 2009)

Antiguas ciudades hermanadas:
- Gusev en Rusia (desede 2002 hasta 2022)

En marzo de 2022, Pabianice finalizó su asociación con la ciudad rusa de Gusev como respuesta a la invasión rusa de Ucrania en 2022.